# Czudowo
Czudowo – miasto w Rosji, w obwodzie nowogrodzkim, 80 km na północ od Nowogrodu Wielkiego. W 2008 liczyło 16 392 mieszkańców.
Znajduje tu się stacja kolejowa Czudowo Moskiewskie - węzeł linii Petersburg – Moskwa z liniami do Nowogrodu Wielkiego i Wołchowa.

## Przynależność państwowa
- 1539–1547 – Wielkie Księstwo Moskiewskie
- 1547–1721 –  Carstwo Rosyjskie
- 1721–1917 –  Imperium Rosyjskie
- 1917 –  Republika Rosyjska
- 1917–1922 –  Rosyjska FSRR
- 1922–1991 –  ZSRR
- od 1991 –  Federacja Rosyjska